# Anormalité
«  Anormal » redirige ici. Ne pas confondre avec Anomal.
« Anormal » redirige ici.  Pour l'émission de télévision, voir Anormal (émission de télévision).
L'anormalité d'une réalité peut être définie comme un écart à une norme définie au préalable. Elle peut prendre des sens divers en biologie, en médecine, en science sociale (sociologie, psychologie, économie).
Dans les sciences sociales, l'anormalité d'une réalité peut être définie comme toute dérogation à une règle sociale ou statistique. L'anormalité est toujours le résultat d'un processus dynamique : il n'y a pas d'anormalité pour des entités fixes ou singulières.